# Haplogrup J2 del cromosoma Y humà
L'haplogrup J2 del cromosoma Y humà és un haplogrup format a partir de l'haplotip M172 del cromosoma Y humà.
Es creu que l'haplogrup J2 està relacionat amb la dispersió de l'agricultura des d'Anatòlia ,. Aquesta connexió es veu relacionada en l'edat (18,500 +/- 3,500 milers d'anys enrere) [2], que molt propera a l'inici del Neolític, la seva distribució, que es troba centrada a l'oest d'Àsia i sud-est d'Europa, així com la seva associació amb la presència d'artefactes neolítics com figures i ceràmica pintada .
És descendent de l'haplogrup J.

## Distribució
L'haplogrup J2 es troba amb freqüència a Grècia i Itàlia , a Turquia [1], i a la regió del Caucas .
També es troba a l'Índia, on el subclade J2b2 s'hi troba dispers i un altre subclade  J2a es troba principalment restringit a la població del nord-oest del subcontinent o a emigrants recents cap al sud i est com els brahmins . Això, juntament amb el seu cregut origen anatòlic, pot suggerir que era originàriament part del patromoni protoindoeuropeu. Segons la teoria de Colin Renfrew, les llengües indoeuropees es van escampar des d'Anatòlia . Cal fer notar tanmateix que no hi ha una correlació perfecta entre les famílies lingüístiques i els marcadors genètics. A l'Índia s'ha observat en més elevada freqüència entre la població dravídica que la indoeuropea.
Els jueus i àrabs també posseeixen el J2, com els kurds i altres poblacions del Pròxim Orient . Normalment aquestes poblacions tenen una freqüència més elevada de l'haplogrup germà J1 que les poblacions europees i índies on el J2 és més freqüent.
Entre la població catalana es va trobar una freqüència del 3,6% del subgrup J2a en una mostra de 28 individus, el que vol dir que només se'n va trobar un.[2]

## Subdivisions
L'haplogrup J2 se subdivideix en dos subhaplogrups complementaris: J2a, definit pel marcador genètic M410, i el J2b, definit pel marcador genètic M12. S'ha implicat amb la colonització grega un subclade de l'haplogroup J2a, definit pel marcador M92 .